# Cantó de Rouen-3
El cantó de Rouen-3 és un cantó francès del departament del Sena Marítim, situat al districte de Rouen. Compta amb part del municipi de Rouen.

## Municipis
- Rouen

## Història
| Data d'elecció                           | Identitat       | Partit          | Qualitat |
| ---------------------------------------- | --------------- | --------------- | -------- |
| 1945-1970                                | Philippe Morice | Divers droite   |          |
| 1970-2008                                | André Danet     | RI, després UDF |          |
| 2008-                                    | Bruno Bertheuil | PS              |          |
| les dades anteriors no són pas conegudes |                 |                 |          |
|                                          |                 |                 |          |